# 달음
달음은 대한민국의 국악 그룹이다. 2018년 공연 '그 - 달음으로'로 데뷔했다.

## 방송
- 풍류대장 - 힙한 소리꾼들의 전쟁 (2021) - Top23(14위)

## 음반
- 2019 새로운 국악의 세계 아우름 소리 (2020)
- similar & different (2021)
- 달아가다 (2021)

### 해음
- 풍류대장 - 힙한 소리꾼들의 전쟁 Episode.2 (2021)
- 풍류대장 - 힙한 소리꾼들의 전쟁 Episode.4 (2021)
- 풍류대장 - 힙한 소리꾼들의 전쟁 Episode.7 (2021)

## 공연
- 그 - 달음으로 (2018)
- 2020 신진국악실험무대 <신진세포주의> (2020)
- 달음 기획공연 <음양시리즈 II 공존 : 空存> (2021)